# Plagiostomum nostrum
Plagiostomum nostrum is een platworm (Platyhelminthes). De worm is tweeslachtig. De soort leeft in het zoute water.
Het geslacht Plagiostomum, waarin de platworm wordt geplaatst, wordt tot de familie Plagiostomidae gerekend. De wetenschappelijke naam van de soort werd voor het eerst geldig gepubliceerd in 1956 door Westblad.